# فهرست خورشیدگرفتگی‌های سده ۱۰ (میلادی)
این فهرست شامل خورشیدگرفتگی‌های سدهٔ ۱۰ میلادی است که در طی سال‌های ۹۰۱ تا ۱۰۰۰ میلادی روی داده‌اند. در این دوره، ۲۲۷ خورشیدگرفتگی رخ داد که ۷۶ مورد آن خورشیدگرفتگی جزئی، ۸۴ مورد خورشیدگرفتگی حلقه‌ای، ۶۶ خورشیدگرفتگی کامل و ۱ مورد نیز از نوع خورشیدگرفتگی مرکب بود.
| تاریخ           | زمان بزرگ‌ترین گرفت | ساروس | نوع    | قدر    | مدت زمان          | مکان                                            | مسیر گرفتگی            | ناحیهٔ جغرافیایی | منبع(ها) |
| --------------- | ------------------ | ----- | ------ | ------ | ----------------- | ----------------------------------------------- | ---------------------- | --------------- | -------- |
| ۲۳ ژانویه ۹۰۱   | ۰۷:۳۳:۱۶           | ۸۴    | کامل   | ۱٫۰۰۴۲ | ۰۰ دقیقه ۱۹ ثانیه | ۵۷°۴۸′شمالی ۶۲°۰۰′شرقی / ۵۷٫۸°شمالی ۶۲٫۰°شرقی   | ۶۷ کیلومتر (۴۲ مایل)   |                 | [ ۱ ]    |
| ۱۸ ژوئیه ۹۰۱    | ۱۲:۳۳:۲۶           | ۸۹    | حلقه‌ای | ۰٫۹۹۳۴ | ۰۰ دقیقه ۳۲ ثانیه | ۵۸°۰۰′جنوبی ۱۰°۳۰′غربی / ۵۸٫۰°جنوبی ۱۰٫۵°غربی   | ۱۱۹ کیلومتر (۷۴ مایل)  |                 | [ ۱ ]    |
| ۱۲ ژانویه ۹۰۲   | ۱۷:۰۰:۲۲           | ۹۴    | حلقه‌ای | ۰٫۹۵۹۷ | ۰۵ دقیقه ۰۶ ثانیه | ۳°۳۶′جنوبی ۶۴°۳۰′غربی / ۳٫۶°جنوبی ۶۴٫۵°غربی     | ۱۵۳ کیلومتر (۹۵ مایل)  |                 | [ ۱ ]    |
| ۸ ژوئیه ۹۰۲     | ۰۱:۲۸:۵۰           | ۹۹    | کامل   | ۱٫۰۶۰۹ | ۰۵ دقیقه ۵۶ ثانیه | ۱۱°۴۲′شمالی ۱۶۷°۰۶′شرقی / ۱۱٫۷°شمالی ۱۶۷٫۱°شرقی | ۲۰۳ کیلومتر (۱۲۶ مایل) |                 | [ ۱ ]    |
| ۱ ژانویه ۹۰۳    | ۱۹:۰۴:۵۸           | ۱۰۴   | حلقه‌ای | ۰٫۹۲۰۲ | ۰۸ دقیقه ۴۵ ثانیه | ۴۶°۳۶′جنوبی ۹۴°۲۴′غربی / ۴۶٫۶°جنوبی ۹۴٫۴°غربی   | ۳۳۱ کیلومتر (۲۰۶ مایل) |                 | [ ۱ ]    |
| ۲۷ ژوئن ۹۰۳     | ۱۸:۲۶:۰۲           | ۱۰۹   | کامل   | ۱٫۰۷۷۳ | ۰۵ دقیقه ۱۸ ثانیه | ۵۷°۲۴′شمالی ۸۸°۴۸′غربی / ۵۷٫۴°شمالی ۸۸٫۸°غربی   | ۳۰۲ کیلومتر (۱۸۸ مایل) |                 | [ ۱ ]    |
| ۲۱ دسامبر ۹۰۳   | ۱۸:۰۸:۱۱           | ۱۱۴   | جزئی   | ۰٫۸۲۹۳ | —                 | ۶۶°۱۲′جنوبی ۱۰۶°۵۴′شرقی / ۶۶٫۲°جنوبی ۱۰۶٫۹°شرقی | —                      |                 | [ ۱ ]    |
| ۱۸ مه ۹۰۴       | ۰۲:۰۰:۲۱           | ۸۱    | جزئی   | ۰٫۵۰۳۱ | —                 | ۶۳°۱۸′جنوبی ۱۶۰°۴۲′غربی / ۶۳٫۳°جنوبی ۱۶۰٫۷°غربی | —                      |                 | [ ۱ ]    |
| ۱۶ ژوئن ۹۰۴     | ۱۰:۴۵:۰۳           | ۱۱۹   | جزئی   | ۰٫۳۹۶۴ | —                 | ۶۵°۴۸′شمالی ۱۳۸°۲۴′غربی / ۶۵٫۸°شمالی ۱۳۸٫۴°غربی | —                      |                 | [ ۱ ]    |
| ۱۰ نوامبر ۹۰۴   | ۰۷:۵۳:۳۶           | ۸۶    | جزئی   | ۰٫۷۲۲۷ | —                 | ۶۲°۴۸′شمالی ۱۱۶°۰۰′شرقی / ۶۲٫۸°شمالی ۱۱۶٫۰°شرقی | —                      |                 | [ ۱ ]    |
| ۷ مه ۹۰۵        | ۰۹:۳۳:۲۲           | ۹۱    | حلقه‌ای | ۰٫۹۶۴۹ | ۰۴ دقیقه ۰۷ ثانیه | ۱۲°۴۸′جنوبی ۵۵°۴۸′شرقی / ۱۲٫۸°جنوبی ۵۵٫۸°شرقی   | ۱۴۹ کیلومتر (۹۳ مایل)  |                 | [ ۱ ]    |
| ۳۰ اکتبر ۹۰۵    | ۲۱:۴۴:۳۰           | ۹۶    | کامل   | ۱٫۰۴۴۹ | ۰۳ دقیقه ۵۹ ثانیه | ۷°۴۸′شمالی ۱۳۱°۰۰′غربی / ۷٫۸°شمالی ۱۳۱٫۰°غربی   | ۱۶۴ کیلومتر (۱۰۲ مایل) |                 | [ ۱ ]    |
| ۲۶ آوریل ۹۰۶    | ۱۰:۵۰:۳۲           | ۱۰۱   | حلقه‌ای | ۰٫۹۴۴۰ | ۰۶ دقیقه ۱۵ ثانیه | ۲۶°۲۴′شمالی ۱۹°۳۶′شرقی / ۲۶٫۴°شمالی ۱۹٫۶°شرقی   | ۲۱۱ کیلومتر (۱۳۱ مایل) |                 | [ ۱ ]    |
| ۲۰ اکتبر ۹۰۶    | ۱۳:۴۱:۱۶           | ۱۰۶   | کامل   | ۱٫۰۴۴۴ | ۰۳ دقیقه ۳۷ ثانیه | ۲۵°۱۸′جنوبی ۲۷°۰۶′غربی / ۲۵٫۳°جنوبی ۲۷٫۱°غربی   | ۱۵۳ کیلومتر (۹۵ مایل)  |                 | [ ۱ ]    |
| ۱۵ آوریل ۹۰۷    | ۱۲:۱۷:۳۵           | ۱۱۱   | حلقه‌ای | ۰٫۹۵۵۰ | ۰۳ دقیقه ۰۴ ثانیه | ۶۳°۵۴′شمالی ۷۰°۵۴′غربی / ۶۳٫۹°شمالی ۷۰٫۹°غربی   | ۵۵۷ کیلومتر (۳۴۶ مایل) |                 | [ ۱ ]    |
| ۱۰ اکتبر ۹۰۷    | ۰۳:۰۰:۳۷           | ۱۱۶   | حلقه‌ای | ۰٫۹۸۶۹ | ۰۰ دقیقه ۴۷ ثانیه | ۶۲°۴۲′جنوبی ۵۴°۰۶′شرقی / ۶۲٫۷°جنوبی ۵۴٫۱°شرقی   | ۲۹۱ کیلومتر (۱۸۱ مایل) |                 | [ ۱ ]    |
| ۵ مارس ۹۰۸      | ۰۹:۵۶:۱۴           | ۸۳    | جزئی   | ۰٫۹۴۶۵ | —                 | ۶۱°۰۰′جنوبی ۱۳۹°۵۴′شرقی / ۶۱٫۰°جنوبی ۱۳۹٫۹°شرقی | —                      |                 | [ ۱ ]    |
| ۲۹ اوت ۹۰۸      | ۱۷:۴۵:۲۴           | ۸۸    | جزئی   | ۰٫۷۲۱۴ | —                 | ۶۱°۰۰′شمالی ۲۵°۵۴′شرقی / ۶۱٫۰°شمالی ۲۵٫۹°شرقی   | —                      |                 | [ ۱ ]    |
| ۲۳ فوریه ۹۰۹    | ۰۱:۳۵:۰۴           | ۹۳    | کامل   | ۱٫۰۵۸۷ | ۰۴ دقیقه ۳۶ ثانیه | ۲۴°۱۲′جنوبی ۱۷۷°۴۸′شرقی / ۲۴٫۲°جنوبی ۱۷۷٫۸°شرقی | ۲۰۳ کیلومتر (۱۲۶ مایل) |                 | [ ۱ ]    |
| ۱۸ اوت ۹۰۹      | ۱۷:۴۸:۲۸           | ۹۸    | حلقه‌ای | ۰٫۹۴۴۲ | ۰۵ دقیقه ۴۴ ثانیه | ۳۳°۰۶′شمالی ۶۵°۲۴′غربی / ۳۳٫۱°شمالی ۶۵٫۴°غربی   | ۲۲۴ کیلومتر (۱۳۹ مایل) |                 | [ ۱ ]    |
| ۱۲ فوریه ۹۱۰    | ۱۷:۱۹:۴۲           | ۱۰۳   | کامل   | ۱٫۰۳۲۵ | ۰۲ دقیقه ۵۶ ثانیه | ۸°۳۶′شمالی ۷۷°۰۶′غربی / ۸٫۶°شمالی ۷۷٫۱°غربی     | ۱۱۸ کیلومتر (۷۳ مایل)  |                 | [ ۱ ]    |
| ۷ اوت ۹۱۰       | ۲۱:۴۸:۴۹           | ۱۰۸   | حلقه‌ای | ۰٫۹۸۹۱ | ۰۱ دقیقه ۱۰ ثانیه | ۳°۴۸′جنوبی ۱۴۵°۴۸′غربی / ۳٫۸°جنوبی ۱۴۵٫۸°غربی   | ۴۱ کیلومتر (۲۵ مایل)   |                 | [ ۱ ]    |
| ۲ فوریه ۹۱۱     | ۰۴:۳۲:۵۴           | ۱۱۳   | جزئی   | ۰٫۷۲۷۹ | —                 | ۶۲°۰۶′شمالی ۶۶°۱۸′شرقی / ۶۲٫۱°شمالی ۶۶٫۳°شرقی   | —                      |                 | [ ۱ ]    |
| ۲۹ ژوئن ۹۱۱     | ۰۱:۳۴:۵۴           | ۸۰    | جزئی   | ۰٫۱۳۴۰ | —                 | ۶۴°۵۴′شمالی ۳۸°۳۶′غربی / ۶۴٫۹°شمالی ۳۸٫۶°غربی   | —                      |                 | [ ۱ ]    |
| ۲۸ ژوئیه ۹۱۱    | ۰۹:۱۲:۲۳           | ۱۱۸   | جزئی   | ۰٫۸۶۴۰ | —                 | ۶۲°۳۶′جنوبی ۱°۱۲′شرقی / ۶۲٫۶°جنوبی ۱٫۲°شرقی     | —                      |                 | [ ۱ ]    |
| ۲۳ دسامبر ۹۱۱   | ۱۳:۲۶:۳۷           | ۸۵    | جزئی   | ۰٫۷۱۴۶ | —                 | ۶۵°۱۲′جنوبی ۱۴۷°۲۴′شرقی / ۶۵٫۲°جنوبی ۱۴۷٫۴°شرقی | —                      |                 | [ ۱ ]    |
| ۱۷ ژوئن ۹۱۲     | ۱۸:۵۰:۲۵           | ۹۰    | کامل   | ۱٫۰۷۰۸ | ۰۴ دقیقه ۲۱ ثانیه | ۷۰°۲۴′شمالی ۸۱°۱۲′غربی / ۷۰٫۴°شمالی ۸۱٫۲°غربی   | ۳۴۰ کیلومتر (۲۱۰ مایل) |                 | [ ۱ ]    |
| ۱۱ دسامبر ۹۱۲   | ۱۳:۰۶:۲۳           | ۹۵    | حلقه‌ای | ۰٫۹۳۴۱ | ۰۶ دقیقه ۳۸ ثانیه | ۵۰°۲۴′جنوبی ۵°۴۲′غربی / ۵۰٫۴°جنوبی ۵٫۷°غربی     | ۲۷۶ کیلومتر (۱۷۱ مایل) |                 | [ ۱ ]    |
| ۷ ژوئن ۹۱۳      | ۱۰:۰۹:۵۷           | ۱۰۰   | کامل   | ۱٫۰۳۵۴ | ۰۳ دقیقه ۳۳ ثانیه | ۲۲°۳۶′شمالی ۳۵°۳۰′شرقی / ۲۲٫۶°شمالی ۳۵٫۵°شرقی   | ۱۱۹ کیلومتر (۷۴ مایل)  |                 | [ ۱ ]    |
| ۳۰ نوامبر ۹۱۳   | ۱۸:۵۰:۰۱           | ۱۰۵   | حلقه‌ای | ۰٫۹۸۷۰ | ۰۱ دقیقه ۳۰ ثانیه | ۷°۳۶′جنوبی ۹۵°۱۲′غربی / ۷٫۶°جنوبی ۹۵٫۲°غربی     | ۴۸ کیلومتر (۳۰ مایل)   |                 | [ ۱ ]    |
| ۲۷ مه ۹۱۴       | ۱۹:۲۴:۰۲           | ۱۱۰   | حلقه‌ای | ۰٫۹۷۲۸ | ۰۳ دقیقه ۰۰ ثانیه | ۳۳°۱۲′جنوبی ۱۰۰°۴۲′غربی / ۳۳٫۲°جنوبی ۱۰۰٫۷°غربی | ۱۷۱ کیلومتر (۱۰۶ مایل) |                 | [ ۱ ]    |
| ۲۰ نوامبر ۹۱۴   | ۰۷:۲۶:۳۹           | ۱۱۵   | کامل   | ۱٫۰۲۵۸ | ۰۲ دقیقه ۰۴ ثانیه | ۴۶°۳۰′شمالی ۸۱°۴۸′شرقی / ۴۶٫۵°شمالی ۸۱٫۸°شرقی   | ۲۲۹ کیلومتر (۱۴۲ مایل) |                 | [ ۱ ]    |
| ۱۷ آوریل ۹۱۵    | ۰۶:۲۱:۰۱           | ۸۲    | جزئی   | ۰٫۵۰۲۹ | —                 | ۷۱°۰۰′شمالی ۳۴°۵۴′غربی / ۷۱٫۰°شمالی ۳۴٫۹°غربی   | —                      |                 | [ ۱ ]    |
| ۱۱ اکتبر ۹۱۵    | ۱۲:۴۸:۲۵           | ۸۷    | جزئی   | ۰٫۸۱۷۴ | —                 | ۷۱°۳۰′جنوبی ۱۲۴°۱۸′غربی / ۷۱٫۵°جنوبی ۱۲۴٫۳°غربی | —                      |                 | [ ۱ ]    |
| ۵ آوریل ۹۱۶     | ۰۹:۰۶:۴۱           | ۹۲    | حلقه‌ای | ۰٫۹۷۵۳ | ۰۲ دقیقه ۲۸ ثانیه | ۳۶°۰۶′شمالی ۴۲°۱۲′شرقی / ۳۶٫۱°شمالی ۴۲٫۲°شرقی   | ۱۰۱ کیلومتر (۶۳ مایل)  |                 | [ ۱ ]    |
| ۳۰ سپتامبر ۹۱۶  | ۰۰:۴۰:۱۰           | ۹۷    | حلقه‌ای | ۰٫۹۸۵۵ | ۰۱ دقیقه ۲۷ ثانیه | ۲۸°۴۲′جنوبی ۱۶۷°۳۰′شرقی / ۲۸٫۷°جنوبی ۱۶۷٫۵°شرقی | ۵۶ کیلومتر (۳۵ مایل)   |                 | [ ۱ ]    |
| ۲۵ مارس ۹۱۷     | ۱۸:۴۹:۵۲           | ۱۰۲   | کامل   | ۱٫۰۲۹۶ | ۰۲ دقیقه ۵۳ ثانیه | ۱۱°۲۴′جنوبی ۸۷°۵۴′غربی / ۱۱٫۴°جنوبی ۸۷٫۹°غربی   | ۱۰۴ کیلومتر (۶۵ مایل)  |                 | [ ۱ ]    |
| ۱۹ سپتامبر ۹۱۷  | ۰۵:۳۰:۳۲           | ۱۰۷   | حلقه‌ای | ۰٫۹۴۱۹ | ۰۷ دقیقه ۰۶ ثانیه | ۱۶°۵۴′شمالی ۱۰۹°۳۶′شرقی / ۱۶٫۹°شمالی ۱۰۹٫۶°شرقی | ۲۲۵ کیلومتر (۱۴۰ مایل) |                 | [ ۱ ]    |
| ۱۵ مارس ۹۱۸     | ۱۰:۰۳:۲۷           | ۱۱۲   | کامل   | ۱٫۰۴۸۹ | ۰۲ دقیقه ۵۳ ثانیه | ۶۸°۲۴′جنوبی ۹۴°۲۴′شرقی / ۶۸٫۴°جنوبی ۹۴٫۴°شرقی   | ۷۳۷ کیلومتر (۴۵۸ مایل) |                 | [ ۱ ]    |
| ۸ سپتامبر ۹۱۸   | ۰۵:۲۷:۳۳           | ۱۱۷   | جزئی   | ۰٫۹۰۱۲ | —                 | ۷۲°۰۰′شمالی ۱۵۱°۴۲′غربی / ۷۲٫۰°شمالی ۱۵۱٫۷°غربی | —                      |                 | [ ۱ ]    |
| ۳ فوریه ۹۱۹     | ۱۶:۰۰:۵۳           | ۸۴    | کامل   | ۱٫۰۰۲۰ | ۰۰ دقیقه ۰۹ ثانیه | ۶۵°۱۲′شمالی ۷۸°۵۴′غربی / ۶۵٫۲°شمالی ۷۸٫۹°غربی   | ۶۲ کیلومتر (۳۹ مایل)   |                 | [ ۱ ]    |
| ۲۹ ژوئیه ۹۱۹    | ۱۹:۴۴:۰۵           | ۸۹    | جزئی   | ۰٫۹۱۱۲ | —                 | ۶۹°۳۶′جنوبی ۱۳۶°۴۸′غربی / ۶۹٫۶°جنوبی ۱۳۶٫۸°غربی | —                      |                 | [ ۱ ]    |
| ۲۴ ژانویه ۹۲۰   | ۰۱:۱۱:۱۴           | ۹۴    | حلقه‌ای | ۰٫۹۵۸۷ | ۰۵ دقیقه ۱۲ ثانیه | ۰°۱۸′جنوبی ۱۷۱°۳۶′شرقی / ۰٫۳°جنوبی ۱۷۱٫۶°شرقی   | ۱۵۸ کیلومتر (۹۸ مایل)  |                 | [ ۱ ]    |
| ۱۸ ژوئیه ۹۲۰    | ۰۸:۵۶:۴۳           | ۹۹    | کامل   | ۱٫۰۶۱۵ | ۰۵ دقیقه ۵۹ ثانیه | ۵°۴۸′شمالی ۵۳°۴۲′شرقی / ۵٫۸°شمالی ۵۳٫۷°شرقی     | ۲۰۹ کیلومتر (۱۳۰ مایل) |                 | [ ۱ ]    |
| ۱۲ ژانویه ۹۲۱   | ۰۳:۰۲:۲۶           | ۱۰۴   | حلقه‌ای | ۰٫۹۲۰۷ | ۰۸ دقیقه ۵۱ ثانیه | ۴۴°۰۰′جنوبی ۱۴۹°۰۶′شرقی / ۴۴٫۰°جنوبی ۱۴۹٫۱°شرقی | ۳۲۷ کیلومتر (۲۰۳ مایل) |                 | [ ۱ ]    |
| ۸ ژوئیه ۹۲۱     | ۰۱:۵۵:۰۳           | ۱۰۹   | کامل   | ۱٫۰۷۶۵ | ۰۵ دقیقه ۳۲ ثانیه | ۵۱°۲۴′شمالی ۱۶۲°۴۲′شرقی / ۵۱٫۴°شمالی ۱۶۲٫۷°شرقی | ۲۸۴ کیلومتر (۱۷۶ مایل) |                 | [ ۱ ]    |
| ۱ ژانویه ۹۲۲    | ۰۲:۱۲:۵۶           | ۱۱۴   | جزئی   | ۰٫۸۴۴۷ | —                 | ۶۷°۱۸′جنوبی ۲۵°۳۰′غربی / ۶۷٫۳°جنوبی ۲۵٫۵°غربی   | —                      |                 | [ ۱ ]    |
| ۲۹ مه ۹۲۲       | ۰۹:۰۵:۲۳           | ۸۱    | جزئی   | ۰٫۳۵۷۰ | —                 | ۶۴°۱۲′جنوبی ۸۳°۰۰′شرقی / ۶۴٫۲°جنوبی ۸۳٫۰°شرقی   | —                      |                 | [ ۱ ]    |
| ۲۷ ژوئن ۹۲۲     | ۱۸:۰۰:۲۷           | ۱۱۹   | جزئی   | ۰٫۵۲۷۷ | —                 | ۶۶°۴۲′شمالی ۱۰۱°۴۸′شرقی / ۶۶٫۷°شمالی ۱۰۱٫۸°شرقی | —                      |                 | [ ۱ ]    |
| ۲۱ نوامبر ۹۲۲   | ۱۶:۲۹:۲۴           | ۸۶    | جزئی   | ۰٫۷۱۸۵ | —                 | ۶۳°۳۶′شمالی ۲۲°۴۲′غربی / ۶۳٫۶°شمالی ۲۲٫۷°غربی   | —                      |                 | [ ۱ ]    |
| ۱۸ مه ۹۲۳       | ۱۶:۱۳:۳۱           | ۹۱    | حلقه‌ای | ۰٫۹۶۲۹ | ۰۴ دقیقه ۲۸ ثانیه | ۱۶°۳۶′جنوبی ۴۴°۵۴′غربی / ۱۶٫۶°جنوبی ۴۴٫۹°غربی   | ۱۷۰ کیلومتر (۱۱۰ مایل) |                 | [ ۱ ]    |
| ۱۱ نوامبر ۹۲۳   | ۰۶:۲۹:۰۲           | ۹۶    | کامل   | ۱٫۰۴۴۰ | ۰۴ دقیقه ۰۱ ثانیه | ۵°۴۸′شمالی ۹۶°۳۰′شرقی / ۵٫۸°شمالی ۹۶٫۵°شرقی     | ۱۶۲ کیلومتر (۱۰۱ مایل) |                 | [ ۱ ]    |
| ۶ مه ۹۲۴        | ۱۷:۲۲:۴۱           | ۱۰۱   | حلقه‌ای | ۰٫۹۴۶۲ | ۰۶ دقیقه ۱۲ ثانیه | ۲۵°۲۴′شمالی ۷۶°۴۲′غربی / ۲۵٫۴°شمالی ۷۶٫۷°غربی   | ۲۰۰ کیلومتر (۱۲۰ مایل) |                 | [ ۱ ]    |
| ۳۰ اکتبر ۹۲۴    | ۲۲:۱۷:۳۲           | ۱۰۶   | کامل   | ۱٫۰۴۰۵ | ۰۳ دقیقه ۲۰ ثانیه | ۲۸°۳۰′جنوبی ۱۵۵°۵۴′غربی / ۲۸٫۵°جنوبی ۱۵۵٫۹°غربی | ۱۳۹ کیلومتر (۸۶ مایل)  |                 | [ ۱ ]    |
| ۲۵ آوریل ۹۲۵    | ۱۹:۱۱:۲۴           | ۱۱۱   | حلقه‌ای | ۰٫۹۶۲۸ | ۰۲ دقیقه ۴۰ ثانیه | ۶۴°۱۲′شمالی ۱۵۶°۳۰′غربی / ۶۴٫۲°شمالی ۱۵۶٫۵°غربی | ۲۸۵ کیلومتر (۱۷۷ مایل) |                 | [ ۱ ]    |
| ۲۰ اکتبر ۹۲۵    | ۱۱:۱۴:۰۰           | ۱۱۶   | حلقه‌ای | ۰٫۹۸۲۷ | ۰۱ دقیقه ۰۳ ثانیه | ۶۴°۵۴′جنوبی ۶۷°۰۰′غربی / ۶۴٫۹°جنوبی ۶۷٫۰°غربی   | ۲۵۰ کیلومتر (۱۶۰ مایل) |                 | [ ۱ ]    |
| ۱۶ مارس ۹۲۶     | ۱۷:۵۵:۳۳           | ۸۳    | جزئی   | ۰٫۸۷۸۵ | —                 | ۶۰°۵۴′جنوبی ۱۰°۴۸′شرقی / ۶۰٫۹°جنوبی ۱۰٫۸°شرقی   | —                      |                 | [ ۱ ]    |
| ۱۰ سپتامبر ۹۲۶  | ۰۰:۵۲:۰۸           | ۸۸    | جزئی   | ۰٫۶۲۹۳ | —                 | ۶۰°۴۸′شمالی ۸۹°۵۴′غربی / ۶۰٫۸°شمالی ۸۹٫۹°غربی   | —                      |                 | [ ۱ ]    |
| ۶ مارس ۹۲۷      | ۰۹:۵۲:۲۷           | ۹۳    | کامل   | ۱٫۰۶۱۷ | ۰۴ دقیقه ۵۰ ثانیه | ۲۱°۳۶′جنوبی ۵۳°۲۴′شرقی / ۲۱٫۶°جنوبی ۵۳٫۴°شرقی   | ۲۱۴ کیلومتر (۱۳۳ مایل) |                 | [ ۱ ]    |
| ۳۰ اوت ۹۲۷      | ۰۰:۴۷:۳۳           | ۹۸    | حلقه‌ای | ۰٫۹۴۲۵ | ۰۵ دقیقه ۵۱ ثانیه | ۳۲°۱۲′شمالی ۱۶۸°۴۸′غربی / ۳۲٫۲°شمالی ۱۶۸٫۸°غربی | ۲۳۸ کیلومتر (۱۴۸ مایل) |                 | [ ۱ ]    |
| ۲۴ فوریه ۹۲۸    | ۰۱:۳۸:۲۶           | ۱۰۳   | کامل   | ۱٫۰۳۳۱ | ۰۲ دقیقه ۵۵ ثانیه | ۱۰°۵۴′شمالی ۱۵۷°۱۸′شرقی / ۱۰٫۹°شمالی ۱۵۷٫۳°شرقی | ۱۱۹ کیلومتر (۷۴ مایل)  |                 | [ ۱ ]    |
| ۱۸ اوت ۹۲۸      | ۰۵:۰۴:۳۲           | ۱۰۸   | حلقه‌ای | ۰٫۹۹۰۲ | ۰۱ دقیقه ۰۱ ثانیه | ۳°۳۰′جنوبی ۱۰۵°۰۶′شرقی / ۳٫۵°جنوبی ۱۰۵٫۱°شرقی   | ۳۶ کیلومتر (۲۲ مایل)   |                 | [ ۱ ]    |
| ۱۲ فوریه ۹۲۹    | ۱۲:۳۸:۴۰           | ۱۱۳   | جزئی   | ۰٫۷۵۹۰ | —                 | ۶۱°۳۰′شمالی ۶۴°۳۰′غربی / ۶۱٫۵°شمالی ۶۴٫۵°غربی   | —                      |                 | [ ۱ ]    |
| ۹ ژوئیه ۹۲۹     | ۰۹:۰۲:۰۳           | ۸۰    | جزئی   | ۰٫۰۰۴۹ | —                 | ۶۴°۰۰′شمالی ۱۶۰°۴۲′غربی / ۶۴٫۰°شمالی ۱۶۰٫۷°غربی | —                      |                 | [ ۱ ]    |
| ۷ اوت ۹۲۹       | ۱۶:۴۵:۰۸           | ۱۱۸   | جزئی   | ۰٫۹۸۸۰ | —                 | ۶۲°۰۰′جنوبی ۱۲۱°۳۶′غربی / ۶۲٫۰°جنوبی ۱۲۱٫۶°غربی | —                      |                 | [ ۱ ]    |
| ۲ ژانویه ۹۳۰    | ۲۱:۲۶:۰۳           | ۸۵    | جزئی   | ۰٫۷۰۱۰ | —                 | ۶۴°۱۲′جنوبی ۱۷°۱۸′شرقی / ۶۴٫۲°جنوبی ۱۷٫۳°شرقی   | —                      |                 | [ ۱ ]    |
| ۲۹ ژوئن ۹۳۰     | ۰۲:۱۷:۱۹           | ۹۰    | کامل   | ۱٫۰۶۷۱ | ۰۳ دقیقه ۵۵ ثانیه | ۷۴°۲۴′شمالی ۱۷۳°۱۲′غربی / ۷۴٫۴°شمالی ۱۷۳٫۲°غربی | ۳۷۲ کیلومتر (۲۳۱ مایل) |                 | [ ۱ ]    |
| ۲۲ دسامبر ۹۳۰   | ۲۱:۱۷:۳۶           | ۹۵    | حلقه‌ای | ۰٫۹۳۶۴ | ۰۶ دقیقه ۱۷ ثانیه | ۵۰°۱۸′جنوبی ۱۲۴°۱۲′غربی / ۵۰٫۳°جنوبی ۱۲۴٫۲°غربی | ۲۶۶ کیلومتر (۱۶۵ مایل) |                 | [ ۱ ]    |
| ۱۸ ژوئن ۹۳۱     | ۱۷:۱۹:۴۸           | ۱۰۰   | کامل   | ۱٫۰۳۱۸ | ۰۳ دقیقه ۰۶ ثانیه | ۲۷°۱۸′شمالی ۷۱°۲۴′غربی / ۲۷٫۳°شمالی ۷۱٫۴°غربی   | ۱۰۸ کیلومتر (۶۷ مایل)  |                 | [ ۱ ]    |
| ۱۲ دسامبر ۹۳۱   | ۰۳:۲۴:۵۳           | ۱۰۵   | حلقه‌ای | ۰٫۹۸۹۶ | ۰۱ دقیقه ۱۱ ثانیه | ۸°۴۲′جنوبی ۱۳۵°۴۲′شرقی / ۸٫۷°جنوبی ۱۳۵٫۷°شرقی   | ۳۸ کیلومتر (۲۴ مایل)   |                 | [ ۱ ]    |
| ۷ ژوئن ۹۳۲      | ۰۲:۰۵:۴۶           | ۱۱۰   | حلقه‌ای | ۰٫۹۷۱۹ | ۰۳ دقیقه ۱۹ ثانیه | ۲۴°۴۲′جنوبی ۱۵۴°۴۸′شرقی / ۲۴٫۷°جنوبی ۱۵۴٫۸°شرقی | ۱۵۰ کیلومتر (۹۳ مایل)  |                 | [ ۱ ]    |
| ۳۰ نوامبر ۹۳۲   | ۱۶:۱۵:۳۴           | ۱۱۵   | کامل   | ۱٫۰۲۶۷ | ۰۲ دقیقه ۱۲ ثانیه | ۴۴°۱۸′شمالی ۵۵°۵۴′غربی / ۴۴٫۳°شمالی ۵۵٫۹°غربی   | ۲۳۰ کیلومتر (۱۴۰ مایل) |                 | [ ۱ ]    |
| ۲۷ آوریل ۹۳۳    | ۱۳:۰۰:۲۵           | ۸۲    | جزئی   | ۰٫۳۸۰۳ | —                 | ۷۰°۱۸′شمالی ۱۴۸°۰۶′غربی / ۷۰٫۳°شمالی ۱۴۸٫۱°غربی | —                      |                 | [ ۱ ]    |
| ۲۷ مه ۹۳۳       | ۰۴:۱۰:۴۱           | ۱۲۰   | جزئی   | ۰٫۰۶۳۰ | —                 | ۶۷°۴۲′جنوبی ۱۳۲°۱۸′شرقی / ۶۷٫۷°جنوبی ۱۳۲٫۳°شرقی | —                      |                 | [ ۱ ]    |
| ۲۱ اکتبر ۹۳۳    | ۲۱:۱۶:۰۵           | ۸۷    | جزئی   | ۰٫۷۷۹۳ | —                 | ۷۰°۴۸′جنوبی ۹۴°۴۸′شرقی / ۷۰٫۸°جنوبی ۹۴٫۸°شرقی   | —                      |                 | [ ۱ ]    |
| ۱۶ آوریل ۹۳۴    | ۱۶:۱۳:۲۰           | ۹۲    | حلقه‌ای | ۰٫۹۸۰۴ | ۰۱ دقیقه ۵۰ ثانیه | ۴۴°۱۲′شمالی ۶۷°۱۲′غربی / ۴۴٫۲°شمالی ۶۷٫۲°غربی   | ۸۳ کیلومتر (۵۲ مایل)   |                 | [ ۱ ]    |
| ۱۱ اکتبر ۹۳۴    | ۰۸:۴۰:۲۵           | ۹۷    | حلقه‌ای | ۰٫۹۷۹۴ | ۰۲ دقیقه ۰۱ ثانیه | ۳۴°۳۶′جنوبی ۴۵°۴۸′شرقی / ۳۴٫۶°جنوبی ۴۵٫۸°شرقی   | ۸۲ کیلومتر (۵۱ مایل)   |                 | [ ۱ ]    |
| ۶ آوریل ۹۳۵     | ۰۲:۳۰:۳۰           | ۱۰۲   | کامل   | ۱٫۰۳۵۸ | ۰۳ دقیقه ۳۲ ثانیه | ۴°۱۸′جنوبی ۱۵۴°۲۴′شرقی / ۴٫۳°جنوبی ۱۵۴٫۴°شرقی   | ۱۲۳ کیلومتر (۷۶ مایل)  |                 | [ ۱ ]    |
| ۳۰ سپتامبر ۹۳۵  | ۱۲:۵۸:۰۲           | ۱۰۷   | حلقه‌ای | ۰٫۹۳۷۵ | ۰۷ دقیقه ۵۷ ثانیه | ۱۰°۳۰′شمالی ۴°۳۰′غربی / ۱۰٫۵°شمالی ۴٫۵°غربی     | ۲۴۱ کیلومتر (۱۵۰ مایل) |                 | [ ۱ ]    |
| ۲۵ مارس ۹۳۶     | ۱۸:۰۴:۴۹           | ۱۱۲   | کامل   | ۱٫۰۵۵۵ | ۰۳ دقیقه ۳۷ ثانیه | ۵۹°۲۴′جنوبی ۴۸°۳۰′غربی / ۵۹٫۴°جنوبی ۴۸٫۵°غربی   | ۴۹۶ کیلومتر (۳۰۸ مایل) |                 | [ ۱ ]    |
| ۱۸ سپتامبر ۹۳۶  | ۱۲:۴۰:۵۹           | ۱۱۷   | حلقه‌ای | ۰٫۹۲۱۵ | ۰۵ دقیقه ۵۹ ثانیه | ۷۰°۰۶′شمالی ۵۸°۲۴′شرقی / ۷۰٫۱°شمالی ۵۸٫۴°شرقی   | —                      |                 | [ ۱ ]    |
| ۱۴ فوریه ۹۳۷    | ۰۰:۲۱:۱۸           | ۸۴    | جزئی   | ۰٫۹۶۸۶ | —                 | ۷۱°۰۶′شمالی ۱۳۲°۳۶′شرقی / ۷۱٫۱°شمالی ۱۳۲٫۶°شرقی | —                      |                 | [ ۱ ]    |
| ۹ اوت ۹۳۷       | ۰۳:۰۰:۵۷           | ۸۹    | جزئی   | ۰٫۸۰۱۳ | —                 | ۷۰°۲۴′جنوبی ۱۰۱°۰۰′شرقی / ۷۰٫۴°جنوبی ۱۰۱٫۰°شرقی | —                      |                 | [ ۱ ]    |
| ۳ فوریه ۹۳۸     | ۰۹:۱۶:۰۴           | ۹۴    | حلقه‌ای | ۰٫۹۵۸۳ | ۰۵ دقیقه ۱۱ ثانیه | ۳°۴۸′شمالی ۴۸°۵۴′شرقی / ۳٫۸°شمالی ۴۸٫۹°شرقی     | ۱۶۰ کیلومتر (۹۹ مایل)  |                 | [ ۱ ]    |
| ۲۹ ژوئیه ۹۳۸    | ۱۶:۲۹:۲۹           | ۹۹    | کامل   | ۱٫۰۶۱۴ | ۰۵ دقیقه ۵۵ ثانیه | ۰°۳۰′جنوبی ۶۱°۳۰′غربی / ۰٫۵°جنوبی ۶۱٫۵°غربی     | ۲۱۲ کیلومتر (۱۳۲ مایل) |                 | [ ۱ ]    |
| ۲۳ ژانویه ۹۳۹   | ۱۰:۵۴:۴۳           | ۱۰۴   | حلقه‌ای | ۰٫۹۲۱۹ | ۰۸ دقیقه ۵۶ ثانیه | ۴۰°۱۸′جنوبی ۳۲°۴۸′شرقی / ۴۰٫۳°جنوبی ۳۲٫۸°شرقی   | ۳۱۹ کیلومتر (۱۹۸ مایل) |                 | [ ۱ ]    |
| ۱۹ ژوئیه ۹۳۹    | ۰۹:۲۷:۵۶           | ۱۰۹   | کامل   | ۱٫۰۷۴۸ | ۰۵ دقیقه ۴۲ ثانیه | ۴۴°۵۴′شمالی ۵۱°۰۶′شرقی / ۴۴٫۹°شمالی ۵۱٫۱°شرقی   | ۲۶۷ کیلومتر (۱۶۶ مایل) |                 | [ ۱ ]    |
| ۱۲ ژانویه ۹۴۰   | ۱۰:۱۶:۱۱           | ۱۱۴   | جزئی   | ۰٫۸۶۳۱ | —                 | ۶۸°۲۴′جنوبی ۱۵۸°۰۰′غربی / ۶۸٫۴°جنوبی ۱۵۸٫۰°غربی | —                      |                 | [ ۱ ]    |
| ۸ ژوئن ۹۴۰      | ۱۶:۰۷:۴۱           | ۸۱    | جزئی   | ۰٫۲۰۹۶ | —                 | ۶۵°۰۶′جنوبی ۳۲°۵۴′غربی / ۶۵٫۱°جنوبی ۳۲٫۹°غربی   | —                      |                 | [ ۱ ]    |
| ۸ ژوئیه ۹۴۰     | ۰۱:۱۶:۲۳           | ۱۱۹   | جزئی   | ۰٫۶۵۶۴ | —                 | ۶۷°۴۲′شمالی ۱۸°۳۰′غربی / ۶۷٫۷°شمالی ۱۸٫۵°غربی   | —                      |                 | [ ۱ ]    |
| ۲ دسامبر ۹۴۰    | ۰۱:۰۹:۰۴           | ۸۶    | جزئی   | ۰٫۷۱۸۵ | —                 | ۶۴°۳۰′شمالی ۱۶۲°۴۲′غربی / ۶۴٫۵°شمالی ۱۶۲٫۷°غربی | —                      |                 | [ ۱ ]    |
| ۲۸ مه ۹۴۱       | ۲۲:۴۹:۳۳           | ۹۱    | حلقه‌ای | ۰٫۹۶۰۳ | ۰۴ دقیقه ۴۹ ثانیه | ۲۱°۵۴′جنوبی ۱۴۵°۱۲′غربی / ۲۱٫۹°جنوبی ۱۴۵٫۲°غربی | ۲۰۳ کیلومتر (۱۲۶ مایل) |                 | [ ۱ ]    |
| ۲۱ نوامبر ۹۴۱   | ۱۵:۱۷:۲۶           | ۹۶    | کامل   | ۱٫۰۴۳۶ | ۰۴ دقیقه ۰۵ ثانیه | ۴°۱۲′شمالی ۳۶°۵۴′غربی / ۴٫۲°شمالی ۳۶٫۹°غربی     | ۱۶۲ کیلومتر (۱۰۱ مایل) |                 | [ ۱ ]    |
| ۱۷ مه ۹۴۲       | ۲۳:۵۰:۳۱           | ۱۰۱   | حلقه‌ای | ۰٫۹۴۸۱ | ۰۶ دقیقه ۱۵ ثانیه | ۲۳°۲۴′شمالی ۱۷۲°۰۰′غربی / ۲۳٫۴°شمالی ۱۷۲٫۰°غربی | ۱۹۱ کیلومتر (۱۱۹ مایل) |                 | [ ۱ ]    |
| ۱۱ نوامبر ۹۴۲   | ۰۶:۵۸:۴۷           | ۱۰۶   | کامل   | ۱٫۰۳۷۰ | ۰۳ دقیقه ۰۵ ثانیه | ۳۱°۲۴′جنوبی ۷۴°۳۶′شرقی / ۳۱٫۴°جنوبی ۷۴٫۶°شرقی   | ۱۲۷ کیلومتر (۷۹ مایل)  |                 | [ ۱ ]    |
| ۷ مه ۹۴۳        | ۰۲:۰۲:۳۸           | ۱۱۱   | حلقه‌ای | ۰٫۹۶۹۳ | ۰۲ دقیقه ۱۷ ثانیه | ۶۴°۰۰′شمالی ۱۱۴°۱۲′شرقی / ۶۴٫۰°شمالی ۱۱۴٫۲°شرقی | ۱۸۵ کیلومتر (۱۱۵ مایل) |                 | [ ۱ ]    |
| ۳۱ اکتبر ۹۴۳    | ۱۹:۳۲:۰۸           | ۱۱۶   | حلقه‌ای | ۰٫۹۷۸۳ | ۰۱ دقیقه ۱۹ ثانیه | ۶۷°۴۸′جنوبی ۱۶۶°۴۲′شرقی / ۶۷٫۸°جنوبی ۱۶۶٫۷°شرقی | ۲۶۵ کیلومتر (۱۶۵ مایل) |                 | [ ۱ ]    |
| ۲۷ مارس ۹۴۴     | ۰۱:۴۸:۳۹           | ۸۳    | جزئی   | ۰٫۷۹۸۶ | —                 | ۶۱°۰۰′جنوبی ۱۱۶°۳۶′غربی / ۶۱٫۰°جنوبی ۱۱۶٫۶°غربی | —                      |                 | [ ۱ ]    |
| ۲۵ آوریل ۹۴۴    | ۱۰:۵۶:۱۳           | ۱۲۱   | جزئی   | ۰٫۰۶۶۶ | —                 | ۶۲°۰۰′شمالی ۹۷°۰۶′غربی / ۶۲٫۰°شمالی ۹۷٫۱°غربی   | —                      |                 | [ ۱ ]    |
| ۲۰ سپتامبر ۹۴۴  | ۰۸:۰۷:۱۸           | ۸۸    | جزئی   | ۰٫۵۵۰۵ | —                 | ۶۰°۴۸′شمالی ۱۵۲°۱۲′شرقی / ۶۰٫۸°شمالی ۱۵۲٫۲°شرقی | —                      |                 | [ ۱ ]    |
| ۱۶ مارس ۹۴۵     | ۱۸:۰۰:۵۸           | ۹۳    | کامل   | ۱٫۰۶۴۴ | ۰۵ دقیقه ۰۵ ثانیه | ۱۹°۲۴′جنوبی ۶۹°۰۰′غربی / ۱۹٫۴°جنوبی ۶۹٫۰°غربی   | ۲۲۷ کیلومتر (۱۴۱ مایل) |                 | [ ۱ ]    |
| ۹ سپتامبر ۹۴۵   | ۰۷:۵۶:۵۷           | ۹۸    | حلقه‌ای | ۰٫۹۴۰۷ | ۰۶ دقیقه ۰۳ ثانیه | ۳۰°۴۸′شمالی ۸۴°۳۶′شرقی / ۳۰٫۸°شمالی ۸۴٫۶°شرقی   | ۲۵۳ کیلومتر (۱۵۷ مایل) |                 | [ ۱ ]    |
| ۶ مارس ۹۴۶      | ۰۹:۴۶:۵۸           | ۱۰۳   | کامل   | ۱٫۰۳۳۸ | ۰۲ دقیقه ۵۶ ثانیه | ۱۳°۰۶′شمالی ۳۴°۲۴′شرقی / ۱۳٫۱°شمالی ۳۴٫۴°شرقی   | ۱۲۰ کیلومتر (۷۵ مایل)  |                 | [ ۱ ]    |
| ۲۹ اوت ۹۴۶      | ۱۲:۳۱:۰۰           | ۱۰۸   | حلقه‌ای | ۰٫۹۹۰۹ | ۰۰ دقیقه ۵۵ ثانیه | ۴°۱۸′جنوبی ۶°۳۶′غربی / ۴٫۳°جنوبی ۶٫۶°غربی       | ۳۳ کیلومتر (۲۱ مایل)   |                 | [ ۱ ]    |
| ۲۳ فوریه ۹۴۷    | ۲۰:۳۳:۱۲           | ۱۱۳   | جزئی   | ۰٫۸۰۴۹ | —                 | ۶۱°۱۲′شمالی ۱۶۷°۳۶′شرقی / ۶۱٫۲°شمالی ۱۶۷٫۶°شرقی | —                      |                 | [ ۱ ]    |
| ۱۹ اوت ۹۴۷      | ۰۰:۲۶:۵۳           | ۱۱۸   | کامل   | ۱٫۰۳۵۷ | ۰۲ دقیقه ۲۹ ثانیه | ۵۱°۱۸′جنوبی ۱۳۹°۰۶′شرقی / ۵۱٫۳°جنوبی ۱۳۹٫۱°شرقی | ۳۹۳ کیلومتر (۲۴۴ مایل) |                 | [ ۱ ]    |
| ۱۴ ژانویه ۹۴۸   | ۰۵:۲۲:۰۲           | ۸۵    | جزئی   | ۰٫۶۸۲۴ | —                 | ۶۳°۱۸′جنوبی ۱۱۱°۳۶′غربی / ۶۳٫۳°جنوبی ۱۱۱٫۶°غربی | —                      |                 | [ ۱ ]    |
| ۹ ژوئیه ۹۴۸     | ۰۹:۴۴:۳۷           | ۹۰    | کامل   | ۱٫۰۶۲۱ | ۰۳ دقیقه ۲۷ ثانیه | ۷۵°۲۴′شمالی ۱۰۴°۱۸′شرقی / ۷۵٫۴°شمالی ۱۰۴٫۳°شرقی | ۴۳۱ کیلومتر (۲۶۸ مایل) |                 | [ ۱ ]    |
| ۲ ژانویه ۹۴۹    | ۰۵:۲۹:۲۶           | ۹۵    | حلقه‌ای | ۰٫۹۳۹۴ | ۰۵ دقیقه ۵۴ ثانیه | ۴۹°۰۶′جنوبی ۱۱۶°۴۸′شرقی / ۴۹٫۱°جنوبی ۱۱۶٫۸°شرقی | ۲۵۳ کیلومتر (۱۵۷ مایل) |                 | [ ۱ ]    |
| ۲۹ ژوئن ۹۴۹     | ۰۰:۲۶:۵۲           | ۱۰۰   | کامل   | ۱٫۰۲۷۴ | ۰۲ دقیقه ۳۶ ثانیه | ۳۱°۱۸′شمالی ۱۷۶°۴۸′غربی / ۳۱٫۳°شمالی ۱۷۶٫۸°غربی | ۹۴ کیلومتر (۵۸ مایل)   |                 | [ ۱ ]    |
| ۲۲ دسامبر ۹۴۹   | ۱۲:۰۱:۳۰           | ۱۰۵   | حلقه‌ای | ۰٫۹۹۲۹ | ۰۰ دقیقه ۴۸ ثانیه | ۸°۵۴′جنوبی ۶°۱۲′شرقی / ۸٫۹°جنوبی ۶٫۲°شرقی       | ۲۶ کیلومتر (۱۶ مایل)   |                 | [ ۱ ]    |
| ۱۸ ژوئن ۹۵۰     | ۰۸:۴۳:۴۱           | ۱۱۰   | حلقه‌ای | ۰٫۹۷۰۳ | ۰۳ دقیقه ۴۰ ثانیه | ۱۷°۳۰′جنوبی ۵۲°۳۰′شرقی / ۱۷٫۵°جنوبی ۵۲٫۵°شرقی   | ۱۴۲ کیلومتر (۸۸ مایل)  |                 | [ ۱ ]    |
| ۱۲ دسامبر ۹۵۰   | ۰۱:۰۷:۱۴           | ۱۱۵   | کامل   | ۱٫۰۲۸۱ | ۰۲ دقیقه ۱۹ ثانیه | ۴۲°۵۴′شمالی ۱۶۶°۰۶′شرقی / ۴۲٫۹°شمالی ۱۶۶٫۱°شرقی | ۲۳۷ کیلومتر (۱۴۷ مایل) |                 | [ ۱ ]    |
| ۸ مه ۹۵۱        | ۱۹:۳۵:۳۰           | ۸۲    | جزئی   | ۰٫۲۵۱۴ | —                 | ۶۹°۲۴′شمالی ۱۰۰°۲۴′شرقی / ۶۹٫۴°شمالی ۱۰۰٫۴°شرقی | —                      |                 | [ ۱ ]    |
| ۷ ژوئن ۹۵۱      | ۱۰:۳۳:۳۶           | ۱۲۰   | جزئی   | ۰٫۲۰۷۳ | —                 | ۶۶°۴۲′جنوبی ۲۵°۰۶′شرقی / ۶۶٫۷°جنوبی ۲۵٫۱°شرقی   | —                      |                 | [ ۱ ]    |
| ۲ نوامبر ۹۵۱    | ۰۵:۴۸:۴۵           | ۸۷    | جزئی   | ۰٫۷۴۹۶ | —                 | ۷۰°۰۰′جنوبی ۴۶°۴۸′غربی / ۷۰٫۰°جنوبی ۴۶٫۸°غربی   | —                      |                 | [ ۱ ]    |
| ۲۶ آوریل ۹۵۲    | ۲۳:۱۷:۲۲           | ۹۲    | حلقه‌ای | ۰٫۹۸۵۱ | ۰۱ دقیقه ۱۷ ثانیه | ۵۲°۳۰′شمالی ۱۷۵°۲۴′غربی / ۵۲٫۵°شمالی ۱۷۵٫۴°غربی | ۶۷ کیلومتر (۴۲ مایل)   |                 | [ ۱ ]    |
| ۲۱ اکتبر ۹۵۲    | ۱۶:۴۶:۰۴           | ۹۷    | حلقه‌ای | ۰٫۹۷۳۶ | ۰۲ دقیقه ۳۲ ثانیه | ۴۰°۱۲′جنوبی ۷۶°۲۴′غربی / ۴۰٫۲°جنوبی ۷۶٫۴°غربی   | ۱۰۷ کیلومتر (۶۶ مایل)  |                 | [ ۱ ]    |
| ۱۶ آوریل ۹۵۳    | ۱۰:۰۵:۴۸           | ۱۰۲   | کامل   | ۱٫۰۴۱۸ | ۰۴ دقیقه ۰۷ ثانیه | ۲°۴۸′شمالی ۳۸°۰۶′شرقی / ۲٫۸°شمالی ۳۸٫۱°شرقی     | ۱۴۲ کیلومتر (۸۸ مایل)  |                 | [ ۱ ]    |
| ۱۰ اکتبر ۹۵۳    | ۲۰:۳۲:۴۷           | ۱۰۷   | حلقه‌ای | ۰٫۹۳۳۳ | ۰۸ دقیقه ۴۶ ثانیه | ۴°۳۶′شمالی ۱۲۰°۰۶′غربی / ۴٫۶°شمالی ۱۲۰٫۱°غربی   | ۲۵۶ کیلومتر (۱۵۹ مایل) |                 | [ ۱ ]    |
| ۶ آوریل ۹۵۴     | ۰۱:۵۹:۱۵           | ۱۱۲   | کامل   | ۱٫۰۶۱۱ | ۰۴ دقیقه ۲۰ ثانیه | ۵۰°۱۸′جنوبی ۱۷۸°۵۴′غربی / ۵۰٫۳°جنوبی ۱۷۸٫۹°غربی | ۴۱۷ کیلومتر (۲۵۹ مایل) |                 | [ ۱ ]    |
| ۲۹ سپتامبر ۹۵۴  | ۲۰:۰۴:۲۱           | ۱۱۷   | حلقه‌ای | ۰٫۹۲۲۰ | ۰۶ دقیقه ۴۷ ثانیه | ۶۱°۲۴′شمالی ۸۰°۰۶′غربی / ۶۱٫۴°شمالی ۸۰٫۱°غربی   | ۹۱۲ کیلومتر (۵۶۷ مایل) |                 | [ ۱ ]    |
| ۲۵ فوریه ۹۵۵    | ۰۸:۳۲:۱۳           | ۸۴    | جزئی   | ۰٫۹۱۲۷ | —                 | ۷۱°۴۲′شمالی ۴°۱۸′غربی / ۷۱٫۷°شمالی ۴٫۳°غربی     | —                      |                 | [ ۱ ]    |
| ۲۰ اوت ۹۵۵      | ۱۰:۲۷:۵۶           | ۸۹    | جزئی   | ۰٫۷۰۴۷ | —                 | ۷۱°۰۶′جنوبی ۲۴°۱۸′غربی / ۷۱٫۱°جنوبی ۲۴٫۳°غربی   | —                      |                 | [ ۱ ]    |
| ۱۴ فوریه ۹۵۶    | ۱۷:۱۱:۴۵           | ۹۴    | حلقه‌ای | ۰٫۹۵۸۰ | ۰۵ دقیقه ۰۶ ثانیه | ۸°۴۸′شمالی ۷۱°۴۸′غربی / ۸٫۸°شمالی ۷۱٫۸°غربی     | ۱۶۳ کیلومتر (۱۰۱ مایل) |                 | [ ۱ ]    |
| ۹ اوت ۹۵۶       | ۰۰:۰۸:۲۶           | ۹۹    | کامل   | ۱٫۰۶۰۷ | ۰۵ دقیقه ۴۳ ثانیه | ۷°۱۲′جنوبی ۱۷۸°۴۲′غربی / ۷٫۲°جنوبی ۱۷۸٫۷°غربی   | ۲۱۵ کیلومتر (۱۳۴ مایل) |                 | [ ۱ ]    |
| ۲ فوریه ۹۵۷     | ۱۸:۳۹:۴۵           | ۱۰۴   | حلقه‌ای | ۰٫۹۲۳۶ | ۰۸ دقیقه ۵۷ ثانیه | ۳۵°۳۶′جنوبی ۸۲°۵۴′غربی / ۳۵٫۶°جنوبی ۸۲٫۹°غربی   | ۳۰۸ کیلومتر (۱۹۱ مایل) |                 | [ ۱ ]    |
| ۲۹ ژوئیه ۹۵۷    | ۱۷:۰۴:۳۵           | ۱۰۹   | کامل   | ۱٫۰۷۲۳ | ۰۵ دقیقه ۴۶ ثانیه | ۳۸°۰۰′شمالی ۶۳°۰۰′غربی / ۳۸٫۰°شمالی ۶۳٫۰°غربی   | ۲۵۱ کیلومتر (۱۵۶ مایل) |                 | [ ۱ ]    |
| ۲۲ ژانویه ۹۵۸   | ۱۸:۱۳:۳۲           | ۱۱۴   | جزئی   | ۰٫۸۹۱۱ | —                 | ۶۹°۳۰′جنوبی ۷۰°۱۸′شرقی / ۶۹٫۵°جنوبی ۷۰٫۳°شرقی   | —                      |                 | [ ۱ ]    |
| ۱۹ ژوئن ۹۵۸     | ۲۳:۰۶:۵۴           | ۸۱    | جزئی   | ۰٫۰۶۱۲ | —                 | ۶۶°۰۶′جنوبی ۱۴۸°۱۸′غربی / ۶۶٫۱°جنوبی ۱۴۸٫۳°غربی | —                      |                 | [ ۱ ]    |
| ۱۹ ژوئیه ۹۵۸    | ۰۸:۳۴:۱۸           | ۱۱۹   | جزئی   | ۰٫۷۷۹۷ | —                 | ۶۸°۴۲′شمالی ۱۳۹°۴۸′غربی / ۶۸٫۷°شمالی ۱۳۹٫۸°غربی | —                      |                 | [ ۱ ]    |
| ۱۳ دسامبر ۹۵۸   | ۰۹:۵۰:۵۲           | ۸۶    | جزئی   | ۰٫۷۲۰۶ | —                 | ۶۵°۳۰′شمالی ۵۶°۲۴′شرقی / ۶۵٫۵°شمالی ۵۶٫۴°شرقی   | —                      |                 | [ ۱ ]    |
| ۹ ژوئن ۹۵۹      | ۰۵:۲۲:۰۳           | ۹۱    | حلقه‌ای | ۰٫۹۵۶۹ | ۰۵ دقیقه ۰۶ ثانیه | ۲۹°۰۶′جنوبی ۱۱۴°۴۲′شرقی / ۲۹٫۱°جنوبی ۱۱۴٫۷°شرقی | ۲۵۹ کیلومتر (۱۶۱ مایل) |                 | [ ۱ ]    |
| ۳ دسامبر ۹۵۹    | ۰۰:۰۸:۴۵           | ۹۶    | کامل   | ۱٫۰۴۳۵ | ۰۴ دقیقه ۱۰ ثانیه | ۳°۱۸′شمالی ۱۷۱°۰۰′غربی / ۳٫۳°شمالی ۱۷۱٫۰°غربی   | ۱۶۲ کیلومتر (۱۰۱ مایل) |                 | [ ۱ ]    |
| ۲۸ مه ۹۶۰       | ۰۶:۱۵:۲۱           | ۱۰۱   | حلقه‌ای | ۰٫۹۴۹۷ | ۰۶ دقیقه ۲۱ ثانیه | ۲۰°۱۸′شمالی ۹۳°۰۶′شرقی / ۲۰٫۳°شمالی ۹۳٫۱°شرقی   | ۱۸۵ کیلومتر (۱۱۵ مایل) |                 | [ ۱ ]    |
| ۲۱ نوامبر ۹۶۰   | ۱۵:۴۴:۴۲           | ۱۰۶   | کامل   | ۱٫۰۳۳۸ | ۰۲ دقیقه ۵۲ ثانیه | ۳۳°۴۸′جنوبی ۵۵°۳۶′غربی / ۳۳٫۸°جنوبی ۵۵٫۶°غربی   | ۱۱۷ کیلومتر (۷۳ مایل)  |                 | [ ۱ ]    |
| ۱۷ مه ۹۶۱       | ۰۸:۴۸:۵۳           | ۱۱۱   | حلقه‌ای | ۰٫۹۷۵۳ | ۰۱ دقیقه ۵۴ ثانیه | ۶۲°۴۸′شمالی ۲۵°۰۶′شرقی / ۶۲٫۸°شمالی ۲۵٫۱°شرقی   | ۱۲۸ کیلومتر (۸۰ مایل)  |                 | [ ۱ ]    |
| ۱۱ نوامبر ۹۶۱   | ۰۳:۵۶:۱۶           | ۱۱۶   | حلقه‌ای | ۰٫۹۷۳۹ | ۰۱ دقیقه ۳۵ ثانیه | ۷۱°۱۸′جنوبی ۳۵°۴۸′شرقی / ۷۱٫۳°جنوبی ۳۵٫۸°شرقی   | ۲۹۸ کیلومتر (۱۸۵ مایل) |                 | [ ۱ ]    |
| ۷ آوریل ۹۶۲     | ۰۹:۳۴:۴۹           | ۸۳    | جزئی   | ۰٫۷۰۶۵ | —                 | ۶۱°۱۸′جنوبی ۱۱۷°۳۶′شرقی / ۶۱٫۳°جنوبی ۱۱۷٫۶°شرقی | —                      |                 | [ ۱ ]    |
| ۶ مه ۹۶۲        | ۱۸:۱۵:۲۳           | ۱۲۱   | جزئی   | ۰٫۱۹۶۵ | —                 | ۶۲°۳۶′شمالی ۱۴۳°۳۶′شرقی / ۶۲٫۶°شمالی ۱۴۳٫۶°شرقی | —                      |                 | [ ۱ ]    |
| ۱ اکتبر ۹۶۲     | ۱۵:۳۱:۳۰           | ۸۸    | جزئی   | ۰٫۴۸۵۳ | —                 | ۶۰°۵۴′شمالی ۳۲°۰۶′شرقی / ۶۰٫۹°شمالی ۳۲٫۱°شرقی   | —                      |                 | [ ۱ ]    |
| ۲۸ مارس ۹۶۳     | ۰۲:۰۲:۳۲           | ۹۳    | کامل   | ۱٫۰۶۶۸ | ۰۵ دقیقه ۲۰ ثانیه | ۱۷°۴۸′جنوبی ۱۷۰°۱۸′شرقی / ۱۷٫۸°جنوبی ۱۷۰٫۳°شرقی | ۲۴۰ کیلومتر (۱۵۰ مایل) |                 | [ ۱ ]    |
| ۲۰ سپتامبر ۹۶۳  | ۱۵:۱۶:۲۹           | ۹۸    | حلقه‌ای | ۰٫۹۳۹۱ | ۰۶ دقیقه ۱۸ ثانیه | ۲۹°۰۶′شمالی ۲۵°۱۸′غربی / ۲۹٫۱°شمالی ۲۵٫۳°غربی   | ۲۶۹ کیلومتر (۱۶۷ مایل) |                 | [ ۱ ]    |
| ۱۶ مارس ۹۶۴     | ۱۷:۴۸:۱۹           | ۱۰۳   | کامل   | ۱٫۰۳۴۴ | ۰۲ دقیقه ۵۷ ثانیه | ۱۵°۱۸′شمالی ۸۶°۱۸′غربی / ۱۵٫۳°شمالی ۸۶٫۳°غربی   | ۱۲۰ کیلومتر (۷۵ مایل)  |                 | [ ۱ ]    |
| ۸ سپتامبر ۹۶۴   | ۲۰:۰۵:۲۲           | ۱۰۸   | حلقه‌ای | ۰٫۹۹۱۴ | ۰۰ دقیقه ۵۱ ثانیه | ۵°۴۸′جنوبی ۱۲۰°۱۸′غربی / ۵٫۸°جنوبی ۱۲۰٫۳°غربی   | ۳۱ کیلومتر (۱۹ مایل)   |                 | [ ۱ ]    |
| ۶ مارس ۹۶۵      | ۰۴:۱۹:۵۹           | ۱۱۳   | جزئی   | ۰٫۸۶۰۷ | —                 | ۶۰°۵۴′شمالی ۴۱°۴۸′شرقی / ۶۰٫۹°شمالی ۴۱٫۸°شرقی   | —                      |                 | [ ۱ ]    |
| ۲۹ اوت ۹۶۵      | ۰۸:۱۵:۵۱           | ۱۱۸   | کامل   | ۱٫۰۳۷۷ | ۰۲ دقیقه ۴۱ ثانیه | ۴۷°۰۶′جنوبی ۲۴°۴۸′شرقی / ۴۷٫۱°جنوبی ۲۴٫۸°شرقی   | ۲۸۳ کیلومتر (۱۷۶ مایل) |                 | [ ۱ ]    |
| ۲۴ ژانویه ۹۶۶   | ۱۳:۱۱:۵۰           | ۸۵    | جزئی   | ۰٫۶۵۵۹ | —                 | ۶۲°۳۰′جنوبی ۱۲۱°۱۸′شرقی / ۶۲٫۵°جنوبی ۱۲۱٫۳°شرقی | —                      |                 | [ ۱ ]    |
| ۲۰ ژوئیه ۹۶۶    | ۱۷:۱۵:۲۲           | ۹۰    | کامل   | ۱٫۰۵۵۶ | ۰۲ دقیقه ۵۵ ثانیه | ۷۲°۲۴′شمالی ۲۳°۰۰′شرقی / ۷۲٫۴°شمالی ۲۳٫۰°شرقی   | ۵۹۷ کیلومتر (۳۷۱ مایل) |                 | [ ۱ ]    |
| ۱۳ ژانویه ۹۶۷   | ۱۳:۳۷:۱۹           | ۹۵    | حلقه‌ای | ۰٫۹۴۳۰ | ۰۵ دقیقه ۲۸ ثانیه | ۴۷°۰۰′جنوبی ۱°۵۴′غربی / ۴۷٫۰°جنوبی ۱٫۹°غربی     | ۲۳۸ کیلومتر (۱۴۸ مایل) |                 | [ ۱ ]    |
| ۱۰ ژوئیه ۹۶۷    | ۰۷:۳۶:۰۸           | ۱۰۰   | کامل   | ۱٫۰۲۲۵ | ۰۲ دقیقه ۰۴ ثانیه | ۳۴°۰۶′شمالی ۷۸°۰۰′شرقی / ۳۴٫۱°شمالی ۷۸٫۰°شرقی   | ۷۹ کیلومتر (۴۹ مایل)   |                 | [ ۱ ]    |
| ۲ ژانویه ۹۶۸    | ۲۰:۳۵:۳۷           | ۱۰۵   | حلقه‌ای | ۰٫۹۹۶۷ | ۰۰ دقیقه ۲۱ ثانیه | ۸°۲۴′جنوبی ۱۲۲°۴۲′غربی / ۸٫۴°جنوبی ۱۲۲٫۷°غربی   | ۱۲ کیلومتر (۷٫۵ مایل)  |                 | [ ۱ ]    |
| ۲۸ ژوئن ۹۶۸     | ۱۵:۲۲:۱۱           | ۱۱۰   | حلقه‌ای | ۰٫۹۶۸۰ | ۰۴ دقیقه ۰۱ ثانیه | ۱۱°۴۲′جنوبی ۴۹°۰۰′غربی / ۱۱٫۷°جنوبی ۴۹٫۰°غربی   | ۱۴۰ کیلومتر (۸۷ مایل)  |                 | [ ۱ ]    |
| ۲۲ دسامبر ۹۶۸   | ۰۹:۵۸:۱۷           | ۱۱۵   | کامل   | ۱٫۰۳۰۰ | ۰۲ دقیقه ۲۸ ثانیه | ۴۱°۴۸′شمالی ۲۸°۱۸′شرقی / ۴۱٫۸°شمالی ۲۸٫۳°شرقی   | ۲۴۶ کیلومتر (۱۵۳ مایل) |                 | [ ۱ ]    |
| ۱۹ مه ۹۶۹       | ۰۲:۰۵:۰۷           | ۸۲    | جزئی   | ۰٫۱۱۴۵ | —                 | ۶۸°۲۴′شمالی ۹°۰۶′غربی / ۶۸٫۴°شمالی ۹٫۱°غربی     | —                      |                 | [ ۱ ]    |
| ۱۷ ژوئن ۹۶۹     | ۱۶:۵۴:۲۶           | ۱۲۰   | جزئی   | ۰٫۳۵۵۸ | —                 | ۶۵°۴۲′جنوبی ۸۱°۰۰′غربی / ۶۵٫۷°جنوبی ۸۱٫۰°غربی   | —                      |                 | [ ۱ ]    |
| ۱۲ نوامبر ۹۶۹   | ۱۴:۲۶:۵۴           | ۸۷    | جزئی   | ۰٫۷۲۹۱ | —                 | ۶۹°۰۶′جنوبی ۱۷۰°۴۸′شرقی / ۶۹٫۱°جنوبی ۱۷۰٫۸°شرقی | —                      |                 | [ ۱ ]    |
| ۸ مه ۹۷۰        | ۰۶:۱۵:۵۶           | ۹۲    | حلقه‌ای | ۰٫۹۸۹۲ | ۰۰ دقیقه ۵۱ ثانیه | ۶۱°۱۸′شمالی ۷۸°۱۸′شرقی / ۶۱٫۳°شمالی ۷۸٫۳°شرقی   | ۵۲ کیلومتر (۳۲ مایل)   |                 | [ ۱ ]    |
| ۲ نوامبر ۹۷۰    | ۰۰:۵۸:۱۷           | ۹۷    | حلقه‌ای | ۰٫۹۶۸۴ | ۰۲ دقیقه ۵۹ ثانیه | ۴۵°۰۶′جنوبی ۱۶۱°۰۰′شرقی / ۴۵٫۱°جنوبی ۱۶۱٫۰°شرقی | ۱۳۰ کیلومتر (۸۱ مایل)  |                 | [ ۱ ]    |
| ۲۷ آوریل ۹۷۱    | ۱۷:۳۵:۲۵           | ۱۰۲   | کامل   | ۱٫۰۴۷۳ | ۰۴ دقیقه ۳۸ ثانیه | ۹°۵۴′شمالی ۷۶°۳۰′غربی / ۹٫۹°شمالی ۷۶٫۵°غربی     | ۱۵۸ کیلومتر (۹۸ مایل)  |                 | [ ۱ ]    |
| ۲۲ اکتبر ۹۷۱    | ۰۴:۱۶:۱۵           | ۱۰۷   | حلقه‌ای | ۰٫۹۲۹۵ | ۰۹ دقیقه ۳۲ ثانیه | ۰°۳۶′جنوبی ۱۲۲°۲۴′شرقی / ۰٫۶°جنوبی ۱۲۲٫۴°شرقی   | ۲۷۰ کیلومتر (۱۷۰ مایل) |                 | [ ۱ ]    |
| ۱۶ آوریل ۹۷۲    | ۰۹:۴۶:۴۶           | ۱۱۲   | کامل   | ۱٫۰۶۶۰ | ۰۵ دقیقه ۰۴ ثانیه | ۴۱°۲۴′جنوبی ۵۶°۱۲′شرقی / ۴۱٫۴°جنوبی ۵۶٫۲°شرقی   | ۳۷۶ کیلومتر (۲۳۴ مایل) |                 | [ ۱ ]    |
| ۱۰ اکتبر ۹۷۲    | ۰۳:۳۶:۵۰           | ۱۱۷   | حلقه‌ای | ۰٫۹۲۱۶ | ۰۷ دقیقه ۳۱ ثانیه | ۵۴°۰۰′شمالی ۱۵۵°۱۲′شرقی / ۵۴٫۰°شمالی ۱۵۵٫۲°شرقی | ۷۲۴ کیلومتر (۴۵۰ مایل) |                 | [ ۱ ]    |
| ۷ مارس ۹۷۳      | ۱۶:۳۴:۵۵           | ۸۴    | جزئی   | ۰٫۸۴۵۷ | —                 | ۷۲°۰۰′شمالی ۱۳۹°۳۰′غربی / ۷۲٫۰°شمالی ۱۳۹٫۵°غربی | —                      |                 | [ ۱ ]    |
| ۳۰ اوت ۹۷۳      | ۱۸:۰۳:۱۳           | ۸۹    | جزئی   | ۰٫۶۱۹۱ | —                 | ۷۱°۳۶′جنوبی ۱۵۲°۱۲′غربی / ۷۱٫۶°جنوبی ۱۵۲٫۲°غربی | —                      |                 | [ ۱ ]    |
| ۲۵ فوریه ۹۷۴    | ۰۰:۵۷:۵۱           | ۹۴    | حلقه‌ای | ۰٫۹۵۸۰ | ۰۴ دقیقه ۵۸ ثانیه | ۱۴°۳۶′شمالی ۱۶۹°۲۴′شرقی / ۱۴٫۶°شمالی ۱۶۹٫۴°شرقی | ۱۶۵ کیلومتر (۱۰۳ مایل) |                 | [ ۱ ]    |
| ۲۰ اوت ۹۷۴      | ۰۷:۵۴:۳۸           | ۹۹    | کامل   | ۱٫۰۵۹۴ | ۰۵ دقیقه ۲۵ ثانیه | ۱۳°۵۴′جنوبی ۶۱°۵۴′شرقی / ۱۳٫۹°جنوبی ۶۱٫۹°شرقی   | ۲۱۶ کیلومتر (۱۳۴ مایل) |                 | [ ۱ ]    |
| ۱۴ فوریه ۹۷۵    | ۰۲:۱۷:۴۲           | ۱۰۴   | حلقه‌ای | ۰٫۹۲۵۸ | ۰۸ دقیقه ۵۶ ثانیه | ۳۰°۱۲′جنوبی ۱۶۲°۱۲′شرقی / ۳۰٫۲°جنوبی ۱۶۲٫۲°شرقی | ۲۹۶ کیلومتر (۱۸۴ مایل) |                 | [ ۱ ]    |
| ۱۰ اوت ۹۷۵      | ۰۰:۴۶:۰۷           | ۱۰۹   | کامل   | ۱٫۰۶۹۲ | ۰۵ دقیقه ۴۵ ثانیه | ۳۱°۰۰′شمالی ۱۷۹°۱۲′غربی / ۳۱٫۰°شمالی ۱۷۹٫۲°غربی | ۲۳۶ کیلومتر (۱۴۷ مایل) |                 | [ ۱ ]    |
| ۳ فوریه ۹۷۶     | ۰۲:۰۶:۴۴           | ۱۱۴   | حلقه‌ای | ۰٫۹۲۶۲ | —                 | ۷۰°۲۴′جنوبی ۶۱°۰۰′غربی / ۷۰٫۴°جنوبی ۶۱٫۰°غربی   | —                      |                 | [ ۱ ]    |
| ۲۹ ژوئیه ۹۷۶    | ۱۵:۵۵:۲۰           | ۱۱۹   | جزئی   | ۰٫۸۹۵۷ | —                 | ۶۹°۳۶′شمالی ۹۷°۳۶′شرقی / ۶۹٫۶°شمالی ۹۷٫۶°شرقی   | —                      |                 | [ ۱ ]    |
| ۲۳ دسامبر ۹۷۶   | ۱۸:۳۳:۱۷           | ۸۶    | جزئی   | ۰٫۷۲۲۴ | —                 | ۶۶°۳۶′شمالی ۸۵°۰۰′غربی / ۶۶٫۶°شمالی ۸۵٫۰°غربی   | —                      |                 | [ ۱ ]    |
| ۱۹ ژوئن ۹۷۷     | ۱۱:۵۲:۱۲           | ۹۱    | حلقه‌ای | ۰٫۹۵۲۶ | ۰۵ دقیقه ۱۶ ثانیه | ۳۸°۴۸′جنوبی ۱۴°۱۲′شرقی / ۳۸٫۸°جنوبی ۱۴٫۲°شرقی   | ۳۷۳ کیلومتر (۲۳۲ مایل) |                 | [ ۱ ]    |
| ۱۳ دسامبر ۹۷۷   | ۰۹:۰۱:۴۱           | ۹۶    | کامل   | ۱٫۰۴۳۹ | ۰۴ دقیقه ۱۶ ثانیه | ۳°۰۰′شمالی ۵۴°۳۰′شرقی / ۳٫۰°شمالی ۵۴٫۵°شرقی     | ۱۶۴ کیلومتر (۱۰۲ مایل) |                 | [ ۱ ]    |
| ۸ ژوئن ۹۷۸      | ۱۲:۳۹:۲۴           | ۱۰۱   | حلقه‌ای | ۰٫۹۵۰۷ | ۰۶ دقیقه ۳۰ ثانیه | ۱۶°۱۸′شمالی ۲°۱۲′غربی / ۱۶٫۳°شمالی ۲٫۲°غربی     | ۱۸۲ کیلومتر (۱۱۳ مایل) |                 | [ ۱ ]    |
| ۳ دسامبر ۹۷۸    | ۰۰:۳۱:۵۱           | ۱۰۶   | کامل   | ۱٫۰۳۱۱ | ۰۲ دقیقه ۴۱ ثانیه | ۳۵°۲۴′جنوبی ۱۷۴°۳۰′شرقی / ۳۵٫۴°جنوبی ۱۷۴٫۵°شرقی | ۱۰۸ کیلومتر (۶۷ مایل)  |                 | [ ۱ ]    |
| ۲۸ مه ۹۷۹       | ۱۵:۳۵:۳۵           | ۱۱۱   | حلقه‌ای | ۰٫۹۸۰۶ | ۰۱ دقیقه ۳۴ ثانیه | ۶۰°۳۰′شمالی ۶۵°۵۴′غربی / ۶۰٫۵°شمالی ۶۵٫۹°غربی   | ۹۰ کیلومتر (۵۶ مایل)   |                 | [ ۱ ]    |
| ۲۲ نوامبر ۹۷۹   | ۱۲:۲۳:۳۱           | ۱۱۶   | حلقه‌ای | ۰٫۹۶۹۹ | ۰۱ دقیقه ۴۹ ثانیه | ۷۵°۰۰′جنوبی ۹۸°۲۴′غربی / ۷۵٫۰°جنوبی ۹۸٫۴°غربی   | ۳۳۵ کیلومتر (۲۰۸ مایل) |                 | [ ۱ ]    |
| ۱۷ آوریل ۹۸۰    | ۱۷:۱۵:۱۷           | ۸۳    | جزئی   | ۰٫۶۰۳۳ | —                 | ۶۱°۴۲′جنوبی ۶°۴۸′غربی / ۶۱٫۷°جنوبی ۶٫۸°غربی     | —                      |                 | [ ۱ ]    |
| ۱۷ مه ۹۸۰       | ۰۱:۳۲:۰۳           | ۱۲۱   | جزئی   | ۰٫۳۳۳۸ | —                 | ۶۳°۱۸′شمالی ۲۴°۴۸′شرقی / ۶۳٫۳°شمالی ۲۴٫۸°شرقی   | —                      |                 | [ ۱ ]    |
| ۱۱ اکتبر ۹۸۰    | ۲۳:۰۳:۲۲           | ۸۸    | جزئی   | ۰٫۴۳۱۷ | —                 | ۶۱°۱۲′شمالی ۹۰°۰۰′غربی / ۶۱٫۲°شمالی ۹۰٫۰°غربی   | —                      |                 | [ ۱ ]    |
| ۷ آوریل ۹۸۱     | ۰۹:۵۵:۴۶           | ۹۳    | کامل   | ۱٫۰۶۸۷ | ۰۵ دقیقه ۳۴ ثانیه | ۱۷°۰۶′جنوبی ۵۱°۴۲′شرقی / ۱۷٫۱°جنوبی ۵۱٫۷°شرقی   | ۲۵۳ کیلومتر (۱۵۷ مایل) |                 | [ ۱ ]    |
| ۳۰ سپتامبر ۹۸۱  | ۲۲:۴۶:۳۰           | ۹۸    | حلقه‌ای | ۰٫۹۳۷۶ | ۰۶ دقیقه ۳۵ ثانیه | ۲۷°۲۴′شمالی ۱۳۸°۳۰′غربی / ۲۷٫۴°شمالی ۱۳۸٫۵°غربی | ۲۸۴ کیلومتر (۱۷۶ مایل) |                 | [ ۱ ]    |
| ۲۸ مارس ۹۸۲     | ۰۱:۳۸:۱۲           | ۱۰۳   | کامل   | ۱٫۰۳۴۷ | ۰۲ دقیقه ۵۹ ثانیه | ۱۷°۱۲′شمالی ۱۵۶°۱۸′شرقی / ۱۷٫۲°شمالی ۱۵۶٫۳°شرقی | ۱۲۰ کیلومتر (۷۵ مایل)  |                 | [ ۱ ]    |
| ۲۰ سپتامبر ۹۸۲  | ۰۳:۵۱:۲۵           | ۱۰۸   | حلقه‌ای | ۰٫۹۹۱۶ | ۰۰ دقیقه ۴۹ ثانیه | ۸°۰۰′جنوبی ۱۲۲°۵۴′شرقی / ۸٫۰°جنوبی ۱۲۲٫۹°شرقی   | ۳۰ کیلومتر (۱۹ مایل)   |                 | [ ۱ ]    |
| ۱۷ مارس ۹۸۳     | ۱۱:۵۵:۱۸           | ۱۱۳   | جزئی   | ۰٫۹۳۱۷ | —                 | ۶۰°۵۴′شمالی ۸۱°۰۶′غربی / ۶۰٫۹°شمالی ۸۱٫۱°غربی   | —                      |                 | [ ۱ ]    |
| ۹ سپتامبر ۹۸۳   | ۱۶:۱۳:۱۷           | ۱۱۸   | کامل   | ۱٫۰۳۸۶ | ۰۲ دقیقه ۴۴ ثانیه | ۴۵°۴۲′جنوبی ۹۳°۴۸′غربی / ۴۵٫۷°جنوبی ۹۳٫۸°غربی   | ۲۴۲ کیلومتر (۱۵۰ مایل) |                 | [ ۱ ]    |
| ۴ فوریه ۹۸۴     | ۲۰:۵۵:۱۹           | ۸۵    | جزئی   | ۰٫۶۲۱۰ | —                 | ۶۱°۴۸′جنوبی ۳°۵۴′غربی / ۶۱٫۸°جنوبی ۳٫۹°غربی     | —                      |                 | [ ۱ ]    |
| ۳۱ ژوئیه ۹۸۴    | ۰۰:۴۹:۱۲           | ۹۰    | جزئی   | ۰٫۹۸۷۱ | —                 | ۶۲°۲۴′شمالی ۵۸°۱۸′غربی / ۶۲٫۴°شمالی ۵۸٫۳°غربی   | —                      |                 | [ ۱ ]    |
| ۲۹ اوت ۹۸۴      | ۰۸:۳۵:۴۰           | ۱۲۸   | جزئی   | ۰٫۰۰۸۵ | —                 | ۶۱°۱۸′جنوبی ۱۸°۳۰′غربی / ۶۱٫۳°جنوبی ۱۸٫۵°غربی   | —                      |                 | [ ۱ ]    |
| ۲۳ ژانویه ۹۸۵   | ۲۱:۴۲:۱۶           | ۹۵    | حلقه‌ای | ۰٫۹۴۷۲ | ۰۵ دقیقه ۰۰ ثانیه | ۴۴°۱۸′جنوبی ۱۲۰°۴۸′غربی / ۴۴٫۳°جنوبی ۱۲۰٫۸°غربی | ۲۲۱ کیلومتر (۱۳۷ مایل) |                 | [ ۱ ]    |
| ۲۰ ژوئیه ۹۸۵    | ۱۴:۴۵:۰۳           | ۱۰۰   | کامل   | ۱٫۰۱۷۰ | ۰۱ دقیقه ۳۱ ثانیه | ۳۵°۵۴′شمالی ۲۶°۳۶′غربی / ۳۵٫۹°شمالی ۲۶٫۶°غربی   | ۶۱ کیلومتر (۳۸ مایل)   |                 | [ ۱ ]    |
| ۱۳ ژانویه ۹۸۶   | ۰۵:۰۸:۴۷           | ۱۰۵   | Hybrid | ۱٫۰۰۱۱ | ۰۰ دقیقه ۰۷ ثانیه | ۷°۱۲′جنوبی ۱۰۸°۴۲′شرقی / ۷٫۲°جنوبی ۱۰۸٫۷°شرقی   | ۴ کیلومتر (۲٫۵ مایل)   |                 | [ ۱ ]    |
| ۹ ژوئیه ۹۸۶     | ۲۲:۰۰:۳۵           | ۱۱۰   | حلقه‌ای | ۰٫۹۶۵۱ | ۰۴ دقیقه ۲۲ ثانیه | ۷°۰۰′جنوبی ۱۴۹°۴۸′غربی / ۷٫۰°جنوبی ۱۴۹٫۸°غربی   | ۱۴۴ کیلومتر (۸۹ مایل)  |                 | [ ۱ ]    |
| ۲ ژانویه ۹۸۷    | ۱۸:۴۸:۰۹           | ۱۱۵   | کامل   | ۱٫۰۳۲۳ | ۰۲ دقیقه ۳۷ ثانیه | ۴۱°۱۲′شمالی ۱۰۸°۵۴′غربی / ۴۱٫۲°شمالی ۱۰۸٫۹°غربی | ۲۵۷ کیلومتر (۱۶۰ مایل) |                 | [ ۱ ]    |
| ۲۸ ژوئن ۹۸۷     | ۲۳:۱۷:۳۱           | ۱۲۰   | جزئی   | ۰٫۵۰۲۴ | —                 | ۶۴°۴۸′جنوبی ۱۷۲°۴۸′شرقی / ۶۴٫۸°جنوبی ۱۷۲٫۸°شرقی | —                      |                 | [ ۱ ]    |
| ۲۳ نوامبر ۹۸۷   | ۲۳:۰۸:۴۲           | ۸۷    | جزئی   | ۰٫۷۱۴۵ | —                 | ۶۸°۰۰′جنوبی ۲۸°۱۸′شرقی / ۶۸٫۰°جنوبی ۲۸٫۳°شرقی   | —                      |                 | [ ۱ ]    |
| ۱۸ مه ۹۸۸       | ۱۳:۱۳:۰۸           | ۹۲    | حلقه‌ای | ۰٫۹۹۲۹ | ۰۰ دقیقه ۳۱ ثانیه | ۷۰°۱۲′شمالی ۲۶°۰۰′غربی / ۷۰٫۲°شمالی ۲۶٫۰°غربی   | ۳۹ کیلومتر (۲۴ مایل)   |                 | [ ۱ ]    |
| ۱۲ نوامبر ۹۸۸   | ۰۹:۱۴:۱۶           | ۹۷    | حلقه‌ای | ۰٫۹۶۳۶ | ۰۳ دقیقه ۲۳ ثانیه | ۴۹°۱۲′جنوبی ۳۸°۴۸′شرقی / ۴۹٫۲°جنوبی ۳۸٫۸°شرقی   | ۱۵۲ کیلومتر (۹۴ مایل)  |                 | [ ۱ ]    |
| ۸ مه ۹۸۹        | ۰۱:۰۱:۵۲           | ۱۰۲   | کامل   | ۱٫۰۵۲۳ | ۰۵ دقیقه ۰۱ ثانیه | ۱۶°۴۸′شمالی ۱۷۰°۱۸′شرقی / ۱۶٫۸°شمالی ۱۷۰٫۳°شرقی | ۱۷۳ کیلومتر (۱۰۷ مایل) |                 | [ ۱ ]    |
| ۱ نوامبر ۹۸۹    | ۱۲:۰۵:۲۸           | ۱۰۷   | حلقه‌ای | ۰٫۹۲۶۱ | ۱۰ دقیقه ۱۴ ثانیه | ۵°۰۶′جنوبی ۳°۵۴′شرقی / ۵٫۱°جنوبی ۳٫۹°شرقی       | ۲۸۳ کیلومتر (۱۷۶ مایل) |                 | [ ۱ ]    |
| ۲۷ آوریل ۹۹۰    | ۱۷:۲۸:۲۱           | ۱۱۲   | کامل   | ۱٫۰۷۰۰ | ۰۵ دقیقه ۴۵ ثانیه | ۳۳°۰۰′جنوبی ۶۵°۱۲′غربی / ۳۳٫۰°جنوبی ۶۵٫۲°غربی   | ۳۴۹ کیلومتر (۲۱۷ مایل) |                 | [ ۱ ]    |
| ۲۱ اکتبر ۹۹۰    | ۱۱:۱۸:۴۲           | ۱۱۷   | حلقه‌ای | ۰٫۹۲۱۱ | ۰۸ دقیقه ۰۹ ثانیه | ۴۷°۵۴′شمالی ۳۲°۱۸′شرقی / ۴۷٫۹°شمالی ۳۲٫۳°شرقی   | ۶۴۴ کیلومتر (۴۰۰ مایل) |                 | [ ۱ ]    |
| ۱۹ مارس ۹۹۱     | ۰۰:۲۸:۰۰           | ۸۴    | جزئی   | ۰٫۷۶۵۸ | —                 | ۷۲°۰۰′شمالی ۸۷°۳۶′شرقی / ۷۲٫۰°شمالی ۸۷٫۶°شرقی   | —                      |                 | [ ۱ ]    |
| ۱۷ آوریل ۹۹۱    | ۱۰:۰۰:۰۶           | ۱۲۲   | جزئی   | ۰٫۰۶۲۴ | —                 | ۷۰°۴۸′جنوبی ۸۷°۵۴′شرقی / ۷۰٫۸°جنوبی ۸۷٫۹°شرقی   | —                      |                 | [ ۱ ]    |
| ۱۱ سپتامبر ۹۹۱  | ۰۱:۴۷:۵۷           | ۸۹    | جزئی   | ۰٫۵۴۶۲ | —                 | ۷۱°۴۸′جنوبی ۷۷°۱۸′شرقی / ۷۱٫۸°جنوبی ۷۷٫۳°شرقی   | —                      |                 | [ ۱ ]    |
| ۱۰ اکتبر ۹۹۱    | ۱۴:۳۱:۲۱           | ۱۲۷   | جزئی   | ۰٫۰۳۲۱ | —                 | ۷۱°۳۰′شمالی ۲۸°۲۴′شرقی / ۷۱٫۵°شمالی ۲۸٫۴°شرقی   | —                      |                 | [ ۱ ]    |
| ۷ مارس ۹۹۲      | ۰۸:۳۳:۵۵           | ۹۴    | حلقه‌ای | ۰٫۹۵۸۰ | ۰۴ دقیقه ۴۸ ثانیه | ۲۱°۰۰′شمالی ۵۲°۵۴′شرقی / ۲۱٫۰°شمالی ۵۲٫۹°شرقی   | ۱۶۸ کیلومتر (۱۰۴ مایل) |                 | [ ۱ ]    |
| ۳۰ اوت ۹۹۲      | ۱۵:۴۸:۵۲           | ۹۹    | کامل   | ۱٫۰۵۷۷ | ۰۵ دقیقه ۰۴ ثانیه | ۲۰°۴۲′جنوبی ۵۹°۴۲′غربی / ۲۰٫۷°جنوبی ۵۹٫۷°غربی   | ۲۱۶ کیلومتر (۱۳۴ مایل) |                 | [ ۱ ]    |
| ۲۴ فوریه ۹۹۳    | ۰۹:۴۵:۲۸           | ۱۰۴   | حلقه‌ای | ۰٫۹۲۸۳ | ۰۸ دقیقه ۵۱ ثانیه | ۲۴°۰۰′جنوبی ۴۹°۰۰′شرقی / ۲۴٫۰°جنوبی ۴۹٫۰°شرقی   | ۲۸۱ کیلومتر (۱۷۵ مایل) |                 | [ ۱ ]    |
| ۲۰ اوت ۹۹۳      | ۰۸:۳۳:۴۰           | ۱۰۹   | کامل   | ۱٫۰۶۵۴ | ۰۵ دقیقه ۳۷ ثانیه | ۲۴°۰۰′شمالی ۶۲°۲۴′شرقی / ۲۴٫۰°شمالی ۶۲٫۴°شرقی   | ۲۲۰ کیلومتر (۱۴۰ مایل) |                 | [ ۱ ]    |
| ۱۳ فوریه ۹۹۴    | ۰۹:۵۱:۵۸           | ۱۱۴   | حلقه‌ای | ۰٫۹۳۰۳ | ۰۴ دقیقه ۳۳ ثانیه | ۷۴°۱۸′جنوبی ۱۵۱°۰۶′شرقی / ۷۴٫۳°جنوبی ۱۵۱٫۱°شرقی | —                      |                 | [ ۱ ]    |
| ۹ اوت ۹۹۴       | ۲۳:۲۱:۱۶           | ۱۱۹   | کامل   | ۱٫۰۰۱۷ | —                 | ۷۰°۳۰′شمالی ۲۶°۴۸′غربی / ۷۰٫۵°شمالی ۲۶٫۸°غربی   | —                      |                 | [ ۱ ]    |
| ۴ ژانویه ۹۹۵    | ۰۳:۱۳:۴۴           | ۸۶    | جزئی   | ۰٫۷۲۰۶ | —                 | ۶۷°۴۲′شمالی ۱۳۳°۳۶′شرقی / ۶۷٫۷°شمالی ۱۳۳٫۶°شرقی | —                      |                 | [ ۱ ]    |
| ۳۰ ژوئن ۹۹۵     | ۱۸:۲۲:۴۳           | ۹۱    | حلقه‌ای | ۰٫۹۴۶۵ | ۰۵ دقیقه ۱۱ ثانیه | ۵۳°۵۴′جنوبی ۸۸°۱۸′غربی / ۵۳٫۹°جنوبی ۸۸٫۳°غربی   | ۸۵۴ کیلومتر (۵۳۱ مایل) |                 | [ ۱ ]    |
| ۲۴ دسامبر ۹۹۵   | ۱۷:۵۵:۰۸           | ۹۶    | کامل   | ۱٫۰۴۴۸ | ۰۴ دقیقه ۲۳ ثانیه | ۳°۳۶′شمالی ۸۰°۰۶′غربی / ۳٫۶°شمالی ۸۰٫۱°غربی     | ۱۶۸ کیلومتر (۱۰۴ مایل) |                 | [ ۱ ]    |
| ۱۸ ژوئن ۹۹۶     | ۱۹:۰۱:۵۷           | ۱۰۱   | حلقه‌ای | ۰٫۹۵۱۴ | ۰۶ دقیقه ۳۹ ثانیه | ۱۱°۱۸′شمالی ۹۷°۵۴′غربی / ۱۱٫۳°شمالی ۹۷٫۹°غربی   | ۱۸۲ کیلومتر (۱۱۳ مایل) |                 | [ ۱ ]    |
| ۱۳ دسامبر ۹۹۶   | ۰۹:۲۱:۱۴           | ۱۰۶   | کامل   | ۱٫۰۲۸۹ | ۰۲ دقیقه ۳۲ ثانیه | ۳۶°۱۲′جنوبی ۴۴°۱۸′شرقی / ۳۶٫۲°جنوبی ۴۴٫۳°شرقی   | ۱۰۰ کیلومتر (۶۲ مایل)  |                 | [ ۱ ]    |
| ۷ ژوئن ۹۹۷      | ۲۲:۲۰:۳۳           | ۱۱۱   | حلقه‌ای | ۰٫۹۸۵۳ | ۰۱ دقیقه ۱۵ ثانیه | ۵۶°۴۸′شمالی ۱۵۸°۳۶′غربی / ۵۶٫۸°شمالی ۱۵۸٫۶°غربی | ۶۳ کیلومتر (۳۹ مایل)   |                 | [ ۱ ]    |
| ۲ دسامبر ۹۹۷    | ۲۰:۵۳:۲۹           | ۱۱۶   | حلقه‌ای | ۰٫۹۶۶۳ | ۰۲ دقیقه ۰۲ ثانیه | ۷۸°۴۲′جنوبی ۱۲۳°۱۸′شرقی / ۷۸٫۷°جنوبی ۱۲۳٫۳°شرقی | ۳۷۴ کیلومتر (۲۳۲ مایل) |                 | [ ۱ ]    |
| ۲۹ آوریل ۹۹۸    | ۰۰:۴۹:۴۹           | ۸۳    | جزئی   | ۰٫۴۸۸۷ | —                 | ۶۲°۱۲′جنوبی ۱۲۹°۵۴′غربی / ۶۲٫۲°جنوبی ۱۲۹٫۹°غربی | —                      |                 | [ ۱ ]    |
| ۲۸ مه ۹۹۸       | ۰۸:۴۶:۱۸           | ۱۲۱   | جزئی   | ۰٫۴۷۸۲ | —                 | ۶۴°۱۲′شمالی ۹۳°۴۲′غربی / ۶۴٫۲°شمالی ۹۳٫۷°غربی   | —                      |                 | [ ۱ ]    |
| ۲۳ اکتبر ۹۹۸    | ۰۶:۴۳:۴۷           | ۸۸    | جزئی   | ۰٫۳۹۰۲ | —                 | ۶۱°۳۶′شمالی ۱۴۵°۴۲′شرقی / ۶۱٫۶°شمالی ۱۴۵٫۷°شرقی | —                      |                 | [ ۱ ]    |
| ۱۸ آوریل ۹۹۹    | ۱۷:۴۳:۲۴           | ۹۳    | کامل   | ۱٫۰۷۰۰ | ۰۵ دقیقه ۴۷ ثانیه | ۱۷°۱۸′جنوبی ۶۵°۴۲′غربی / ۱۷٫۳°جنوبی ۶۵٫۷°غربی   | ۲۶۸ کیلومتر (۱۶۷ مایل) |                 | [ ۱ ]    |
| ۱۲ اکتبر ۹۹۹    | ۰۶:۲۴:۴۶           | ۹۸    | حلقه‌ای | ۰٫۹۳۶۴ | ۰۶ دقیقه ۵۵ ثانیه | ۲۵°۴۲′شمالی ۱۰۵°۴۸′شرقی / ۲۵٫۷°شمالی ۱۰۵٫۸°شرقی | ۲۹۹ کیلومتر (۱۸۶ مایل) |                 | [ ۱ ]    |
| ۷ آوریل ۱۰۰۰    | ۰۹:۲۱:۳۸           | ۱۰۳   | کامل   | ۱٫۰۳۴۸ | ۰۳ دقیقه ۰۱ ثانیه | ۱۸°۴۲′شمالی ۴۰°۴۸′شرقی / ۱۸٫۷°شمالی ۴۰٫۸°شرقی   | ۱۱۹ کیلومتر (۷۴ مایل)  |                 | [ ۱ ]    |
| ۳۰ سپتامبر ۱۰۰۰ | ۱۱:۴۵:۵۳           | ۱۰۸   | حلقه‌ای | ۰٫۹۹۱۹ | ۰۰ دقیقه ۴۷ ثانیه | ۱۰°۳۶′جنوبی ۴°۰۶′شرقی / ۱۰٫۶°جنوبی ۴٫۱°شرقی     | ۲۹ کیلومتر (۱۸ مایل)   |                 | [ ۱ ]    |